# Modchip

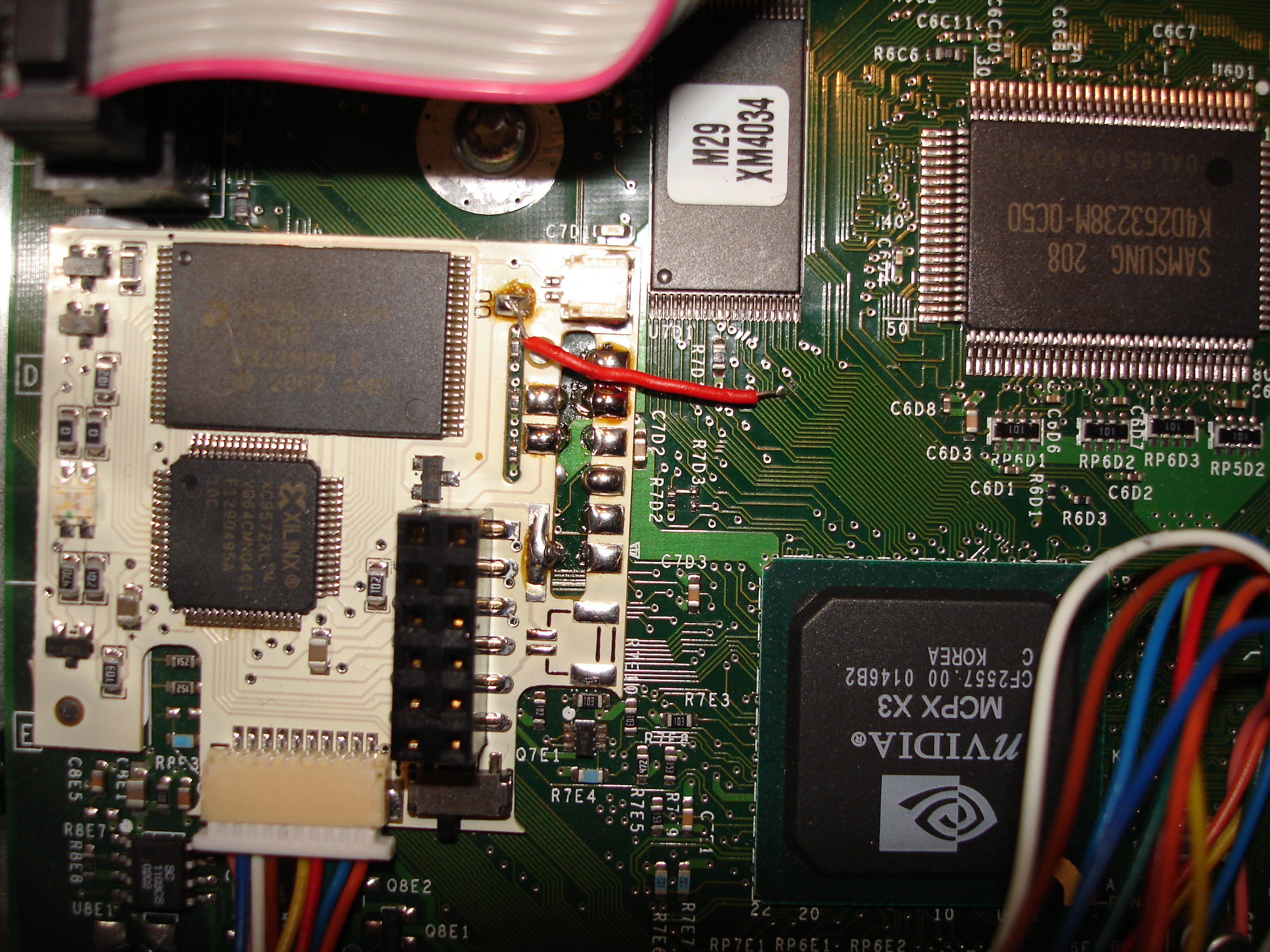
Xenium ICE Mod Chip instalowany w Xbox.

Modchip (skrót od modification chip) – chip montowany wewnątrz urządzenia, zazwyczaj w postaci pamięci nieulotnej np. EEPROM, modyfikujący oryginalne oprogramowanie i przez to pozwalający na uruchamianie nieautoryzowanych aplikacji na tym urządzeniu, takich jak:
- gry i programy z nośników optycznych (najczęściej ich pirackie kopie),
- własnoręcznie napisane aplikacje (ang. homebrew),
- zmodyfikowane gry,
- filmy DVD z innym regionem.

Powstały modchipy m.in. do takich urządzeń jak konsole PSX, PS2, Xbox oraz niektóre odtwarzacze DVD.